# The Honorable Friend
The Honorable Friend er en amerikansk stumfilm fra 1916 af Edward LeSaint.

## Medvirkende
- Sessue Hayakawa som Makino.
- Tsuru Aoki som Toki-Ye.
- Raymond Hatton som Kayosho.
- Goro Kino som Goto.
- M. Matsumato som Hana.